# 小兵鯰
小兵鯰，為輻鰭魚綱鯰形目美鯰科的其中一種，為熱帶淡水魚。分布於南美洲马代拉河流域，雄性體長可達1.9-2.1公分，雌性體長可達2.5公分，最大可達到3-3.2公分，棲息在沙泥底層水域，生活習性不明，可做為觀賞魚。

## 扩展阅读
維基物種上的相關：小兵鯰